# Misorolava
Misorolava är en ort i Madagaskar. Den ligger i den norra delen av landet, 700 km norr om huvudstaden Antananarivo. Misorolava ligger 36 meter över havet och antalet invånare är 7 362.
Terrängen runt Misorolava är huvudsakligen platt, men österut är den kuperad. Runt Misorolava är det glesbefolkat, med 14 invånare per kvadratkilometer. Det finns inga andra samhällen i närheten. Omgivningarna runt Misorolava är en mosaik av jordbruksmark och naturlig växtlighet.